# B型軍票

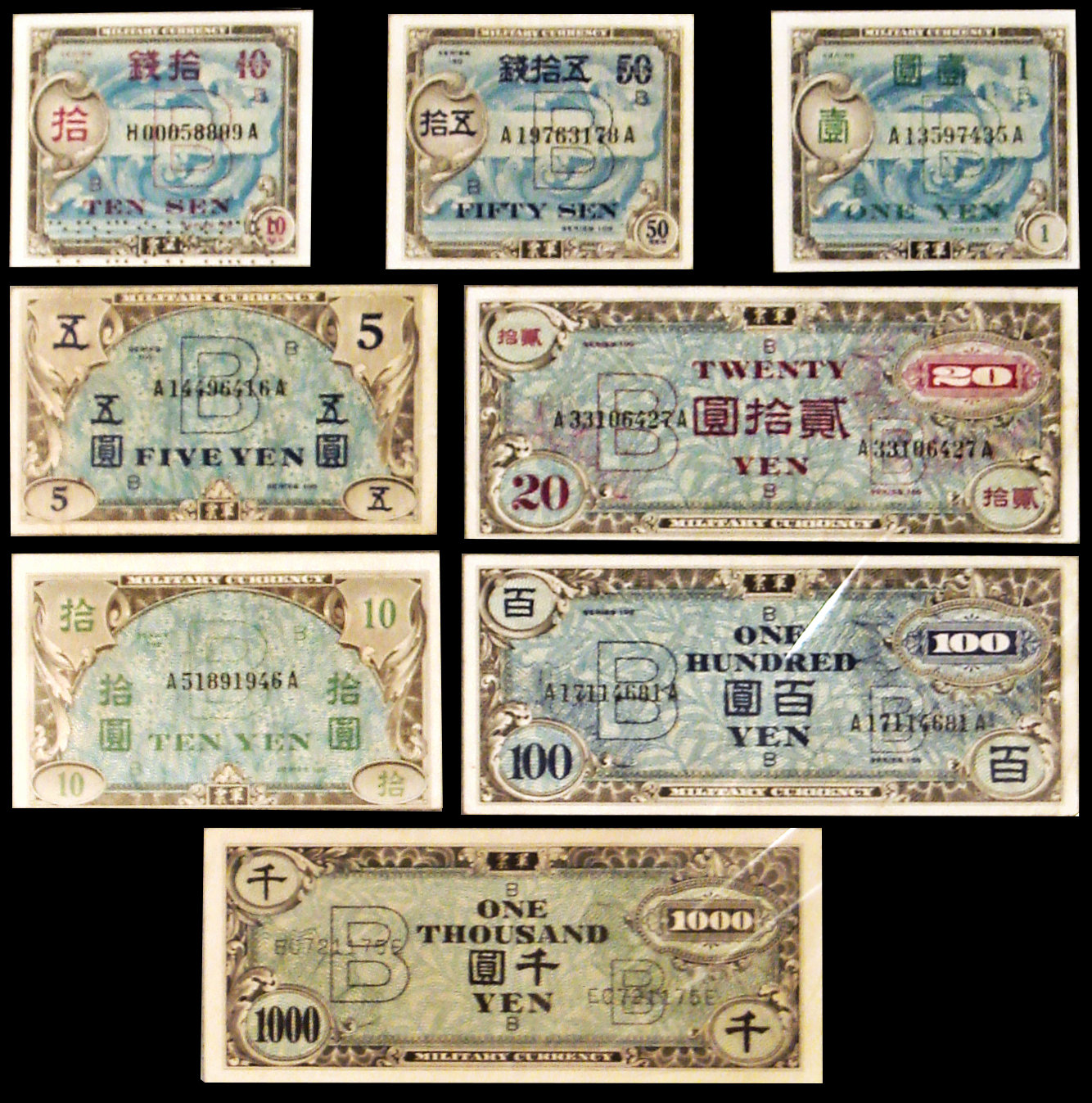
各種面額的B型軍票

B型軍票（英文：Type "B" Military Yen，簡稱B圓）是美國治理琉球時期，美軍於1945年到1958年9月間在琉球（包括現在的沖繩縣及鹿兒島縣的奄美群島、吐噶喇列島）所發行的軍票，並於1948年起，成為沖繩唯一的正式通貨，直到1958年被美金取代。也被簡稱為Yen B type或B-yen。

## 樣式
只有發行紙鈔，無硬幣發行。紙鈔設計上並沒有人物肖像，僅以蔓草圖案的花紋所構成，並以日語和英語註明：「依據軍事公告所發行」（日語：軍事布告に基き發行す、英文：ISSUED PURSUANT TO MILITARY PROCLAMATION）。
- 一千圓（千円券，尺寸：66 毫米 × 155 毫米）
- 一百圓（百円券，尺寸：66 毫米 × 155 毫米）
- 二十圓（弐拾円券，尺寸：66 毫米 ×155 毫米）
- 十圓（尺寸：66 毫米 ×112 毫米）
- 五圓（尺寸：66 毫米 ×112 毫米）
- 一圓（尺寸：66 毫米 ×78 毫米）
- 五十分（五拾銭券，尺寸：66 毫米 ×78 毫米）
- 十分（尺寸：66 毫米 ×78 毫米）

## 沖繩與B圓
正確的說法，同盟国的共通軍票屬於AMC軍票的一種，其他國家軍隊也擁有發行權；不過因為駐留日本的佔領軍是以美軍為主，其他國家的軍隊並沒有發行以日圓為基準的軍票。最初的B圓均是在美國國內印製，直到末期才開始在日本印製。
美國佔領沖繩後，原有的日圓失去效用，島上的交易多數均為以物易物來進行；直到1946年4月15日，美軍把自己所發行的B圓定為正式通貨，並於同年8月5日在若干附帶條件下同意新舊日圓的流通，在這段時間內，沖繩便以新舊日圓及B圓等多種貨幣混合使用。
美軍為了長久統治沖繩，於1948年7月21日起禁止新舊日圓的流通，使得B圓成為在沖繩流通的唯一的貨幣。
最初日圓與B圓的匯率為1:1；不過到了1950年4月12日起改為3日圓=1 B圓，同時1美元=120 B日圓，B圓的價值定的比日圓還高，被認為是美軍要利用匯差以廉價取得沖繩當地土地、建材等資源。而根據朝日新聞的資料，在1953年12月25日時，日圓與B圓實際使用的匯率約為1.8日圓=1 B圓。
1958年9月20日，美國為導入外資進入沖繩，停止使用B圓，改使用美金。
A型軍票也是實際存在的貨幣，但僅限於在美軍基地內使用，禁止對外流通。但還是有些流出了美軍基地。

## 日本本土與B圓
日本在1945年戰敗後，因為佔領軍的因素，B圓在日本也成為和日圓相同的正式貨幣之一，但因為沖繩以外的日本佔領軍並沒有發行軍票，因此B圓在日本本土的流通量不多。直到1948年7月15日，沖繩以外的地區廢除了B圓的使用，但因流通量原本就不多，並沒有造成太大的影響。

## 歷史
- 1945年6月：B圓初次在沖繩使用，匯率為1美金=10 B圓。
- 1945年9月：1美金=15 B圓。
- 1946年4月15日：第一次通貨交換，B圓成為沖繩上的正式貨幣。
- 1946年8月5日：第二次通貨交換，新舊日圓皆可在沖繩地區使用。
- 1947年3月：1美金=50 B圓。
- 1948年7月16日－21日：第三次通貨交換。日圓、舊B圓停止使用，轉換為使用新B圓。
- 1950年4月12日：1美金=120 B圓，此匯率一直使用到B圓停用為止。
- 1958年9月16日－20日：第四次通貨交換。B圓停止使用，改使用美金。
- 1972年5月15日：沖繩回歸日本，進行第五次通貨交換，所有美金換成日圓使用。